# Espacio marino de los Islotes de Lanzarote
Espacio marino de los Islotes de Lanzarote este o arie protejată (arie de protecție specială avifaunistică — SPA) din Spania întinsă pe o suprafață de 130.183,51 ha, integral marine.

## Localizare
Centrul sitului Espacio marino de los Islotes de Lanzarote este situat la coordonatele 29°21′51″N 13°24′38″W / 29.3641°N 13.4106°V.

## Înființare
Situl Espacio marino de los Islotes de Lanzarote a fost declarat arie de protecție specială avifaunistică în iulie 2014 pentru a proteja 13 specii de animale.

## Biodiversitate
Situată în ecoregiunile  și marină macaroneziană, aria protejată nu include niciun habitat protejat.
La baza desemnării sitului se află mai multe specii protejate de  păsări (13): Bulweria bulwerii, Calonectris diomedea, chirighiță neagră (Chlidonias niger), Falco eleonorae, Hydrobates castro, Hydrobates leucorhous, Hydrobates pelagicus, vultur pescar (Pandion haliaetus), Pelagodroma marina, Puffinus assimilis, Puffinus puffinus, chiră de baltă (Sterna hirundo), chiră de mare (Thalasseus sandvicensis).
Pe lângă speciile protejate, pe teritoriul sitului au mai fost identificate 3 specii de păsări.